# Antiqua-Varianten

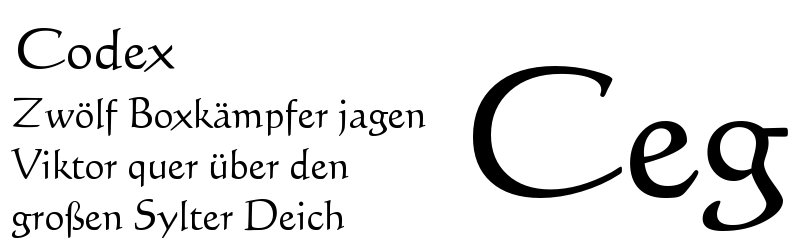
Beispiel für eine Antiqua-Variante

Die Antiqua-Varianten sind eine Schriftklasse nach DIN 16518.
Dank der heute üblichen digitalen Erstellung und Verwendung von Schriften entstanden in den letzten Jahren unzählige Varianten, die sich einer Klassifizierung entziehen. Diese oft dekorativen Schriften sind weniger für Lesetexte, sondern eher im Displaybereich brauchbar. Gemeinsam ist ihnen nur die grundsätzliche Anlehnung an die Buchstabenformen der Antiqua.
Inzisen wie Frederic William Goudys Copperplate Gothic, Hermann Zapfs Optima und Halbserifenschriften wie Otl Aichers Rotis Semiserif fallen nach der DIN-Klassifizierung aus Ermangelung einer besseren Einsortierbarkeit ebenfalls in diese Klasse.

## Geschichte
Die Antiqua-Varianten sind kein Produkt der heutigen Zeit. Schon in der Frühdruckzeit gab es Belege in den Initialen von ausgeschmückten und lichten Typen. In der zweiten Hälfte des 17. Jahrhunderts entstand ein Barockalphabet in Versalien, etwas licht gehalten und leicht schattiert; und das ist nicht die einzige ähnliche Type, die zu dieser Zeit bekannt war. Im 18. Jahrhundert wurden diese Schriften sehr häufig benutzt, es handelte sich jedoch fast nur um Versalschriften. Erst gegen Ende des 19. Jahrhunderts wurden Gemeine in verzierter, schattierter und ornamentierter Art angeboten. Am Ende des 20. Jahrhunderts treten die stark verzierten Schriften etwas in den Hintergrund, stattdessen dominieren nun die lichten und konturierten Typen.

### Bekannte Vertreter
- Pierre Simon Fournier, die Titelseite des „Manuale Typographique“ ist durch verzierte Versalien charakterisiert
- Johann Thomas von Trattner
- John Baskerville, 1730 verwendete in einem Steinschnitt neben Versalien Gemeine in schattierter Art
- Vincent Figgins, entwirft 1801 in London eine verzierte Type der Klassizistische Antiqua
- Stephenson & Blake, eine englische Schriftgießerei 1840 bietet eine schattierte Serifenlose Antiqua an

## Merkmale
Aufgrund der vielfältigen Formen, die unter diese Gruppe subsumiert werden, gibt es keine gemeinsamen Merkmale.